# Ben Dorsa
Ben Dorsa zijn lage heuvelruggen op de planeet Venus. De Ben Dorsa werden in 1985 genoemd naar Ben, een Vietnamese hemelgodin.
De richels hebben een lengte van 628 kilometer en bevinden zich ten noordoosten van Feronia Corona in het quadrangle Metis Mons (V-6).